# Annona (Teksas)
Annona je gradić u američkoj saveznoj državi Teksas. Prema popisu stanovništva iz 2010. u njemu je živjelo 315 stanovnika.